# Rossz versek
A Rossz versek 2018-ban készült magyar filmvígjáték. Reisz Gábor filmrendező második játékfilmje. A négy Magyar Filmdíjat nyert, többszörös fesztiválgyőztes alkotás 2019-ben bekerült az Európai Filmdíjak 46-os nagyjátékfilm-válogatásába.

## Szereplők
| Karakter               | Színész           | Megjegyzés           |
| ---------------------- | ----------------- | -------------------- |
| Merthner Tamás (33)    | Reisz Gábor       | főszereplő           |
| Anna                   | Nagy Katica       | Tamás volt barátnője |
| Anya                   | Takács Katalin    | Tamás anyja          |
| Apa                    | Kovács Zsolt      | Tamás apja           |
| Merthner Tamás (16-18) | Seres Donát       |                      |
| Merthner Tamás (14)    | Prukner Mátyás    |                      |
| Merthner Tamás (7-10)  | Prukner Barnabás  |                      |
| Henri                  | Niels Schneider   | Anna új barátja      |
| Krisztián              | Zayzon Zsolt      | Tamás testvére       |
| Vali                   | Monori Lili       | nagynéni             |
| Örsbá                  | Hajdu Szabolcs    | Tamás edzője         |
| Győrvári Bálint (33)   | Győriványi Bálint | Tamás barátja        |
| Visky Ábel (33)        | Visky Ábel        | Tamás barátja        |
| Roland (33)            | Lukács Roland     | Tamás barátja        |
| Dani (33)              | Bálint Dani       | Tamás barátja        |

## Nézettség
A nézettségi adatok szerint 54 247 jegyet adtak el rá.

## Díjak és jelölések
| Év   | Filmfesztivál              | Díj                                         | Jelölt                               | Eredmény |
| ---- | -------------------------- | ------------------------------------------- | ------------------------------------ | -------- |
| 2018 | Torinói Filmfesztivál      | elismerő oklevél                            | Reisz Gábor                          | Elnyerte |
| 2018 | Torinói Filmfesztivál      | Scuola Holden-díj a legjobb forgatókönyvért | Reisz Gábor                          | Elnyerte |
| 2018 | Torinói Filmfesztivál      | AVANTI-díj                                  | Reisz Gábor                          | Elnyerte |
| 2018 | Torinói Filmfesztivál      | legjobb játékfilm                           | Reisz Gábor                          | Jelölés  |
| 2019 | Monte Carlói Filmfesztivál | fődíj                                       | Reisz Gábor                          | Elnyerte |
| 2019 | Magyar Filmdíj             | legjobb játékfilm                           |                                      | Elnyerte |
| 2019 | Magyar Filmdíj             | legjobb rendező                             | Reisz Gábor                          | Elnyerte |
| 2019 | Magyar Filmdíj             | legjobb forgatókönyvíró                     | Reisz Gábor                          | Jelölés  |
| 2019 | Magyar Filmdíj             | legjobb női mellékszereplő                  | Monori Lili                          | Elnyerte |
| 2019 | Magyar Filmdíj             | legjobb férfi mellékszereplő                | Kovács Zsolt                         | Jelölés  |
| 2019 | Magyar Filmdíj             | legjobb vágó                                | Tálas Zsófia                         | Elnyerte |
| 2019 | Magyar Filmdíj             | legjobb operatőr                            | Becsey Kristóf, Bálint Dániel        | Jelölés  |
| 2019 | Magyar Filmdíj             | legjobb hangmester                          | Lukács Péter Benjámin, Székely Tamás | Jelölés  |